# Rue Schongauer
La rue Schongauer est une voie de la commune française de Colmar.

## Situation et accès
Cette voie de circulation, d'une longueur de 70 m, se trouve dans le quartier centre.
On y accède par les rues des Augustins, des Marchands et Mercière.
Cette voie n'est pas desservie par les bus de la TRACE.

## Origine du nom
La rue doit son nom au peintre et graveur Martin Schongauer (vers 1450 - 1491), natif de la ville.

## Bâtiments remarquables et lieux de mémoire
Dans cette rue se trouvent des édifices remarquables.

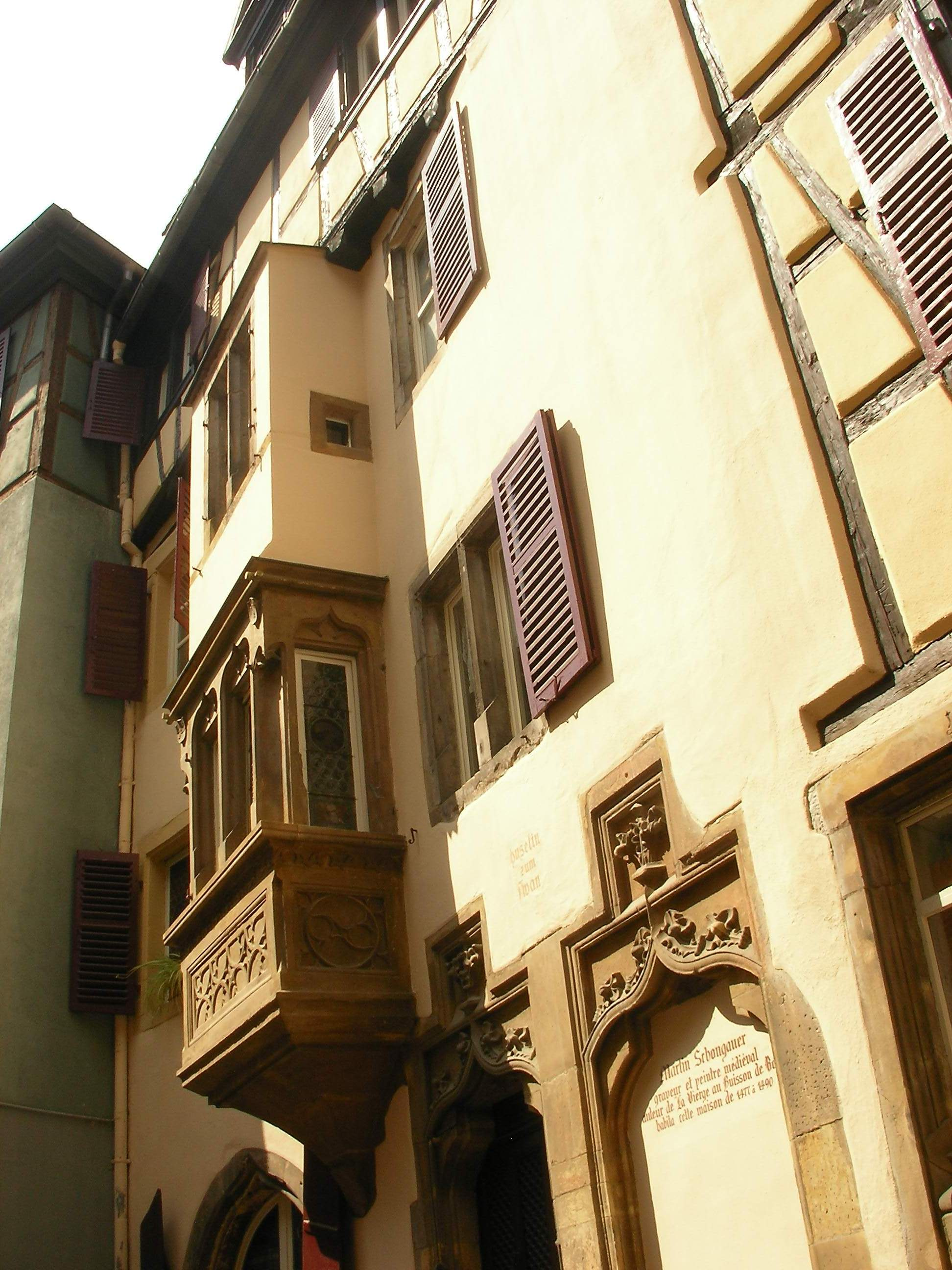
Maison zum tieffen Keller (1581) au no 22